# Концевская (Тотемский район)
Концевская — деревня в Тотемском районе Вологодской области.
Входит в состав Мосеевского сельского поселения, с точки зрения административно-территориального деления — в Середской сельсовет.
Расстояние до районного центра Тотьмы по автодороге — 69 км, до центра муниципального образования деревни Мосеево по прямой — 30 км. Ближайшие населённые пункты — Гавшино, Пелевиха, Середская.
По переписи 2002 года население — 3 человека.